# Abó (lugar histórico)
Abó, es un conjunto de ruinas indias en Nuevo México que se conservan como parte del Monumento nacional Misiones Pueblo de Salinas. Las ruinas se encuentran a unas 9 millas (14 km) al oeste de Mountainair, a unos 6100 pies (1859 m) sobre el nivel del mar. Se estima que datan del siglo XIV. En su tiempo fue un importante enclave comercial. Hay un punto de contacto para los visitantes, un sendero de 0.25 millas (400 m) a través de las ruinas de la misión, y un sendero de 0.5 millas (800 m) alrededor de las ruinas no excavadas del pueblo. El sitio fue declarado Monumento Histórico Nacional en 1962.
Abó también es un lugar de interés geológico por la llamada Formación Abo, que consiste en formaciones de lechos de arenisca roja, expuestas al noroeste de las ruinas de Abó.

## Historia
Abó era el sitio de la tribu nativo-americana conocida como Indios pueblo. La comunidad de indios Tompiro, hablantes del grupo kiowa-tompiro, alcanzaba unos 1600 habitantes hacia el año 1641. El idioma tompiro probablemente estaba relacionado con el piro, así como con el tiwa, que todavía se habla en la actualidad. Pueblos de Isleta y Sandia al oeste de Abó.
Los indios Pueblo eran sedentarios y su sustento dependía de la agricultura. La región donde vivían tiene más de 6000 pies (1800 metros) de elevación, cerca del límite climático superior para el cultivo de maíz. Tenían poca agua superficial para riego, la lluvia era escasa y esporádica, y los inviernos eran fríos. Los asentamientos de Tompiro se hicieron viables por su proximidad a los depósitos de sal en Salinas y a los rebaños de bisontes de las Grandes Llanuras. Los Tompiros fueron importantes comerciantes e intermediarios entre los indios de las llanuras y los pueblos del valle del río Grande gracias a la sal, la piel y la carne de bisonte. También cazaron animales pequeños y grandes en la región, especialmente ciervos, berrendo y conejos, y recolectaron alimentos silvestres, como los piñones.
Abó parece entrar por primera vez en el registro histórico documental en 1583, cuando el explorador español Antonio de Espejo anotó una visita a un sitio que se creía que era Abó. La obra misional española comenzó allí en 1622, y la construcción de la primera iglesia comenzó en 1629. El pueblo fue abandonado alrededor de 1672, aparentemente debido a la sequía y los ataques de los apaches. Los españoles registraron que los residentes de Abó luego se trasladaron al valle del Río Grande, donde luego se pusieron del lado de los españoles en la rebelión de los indios Pueblo de 1680.
El sitio de Abó fue adquirido por el estado en 1938, que lo conservó como un sitio histórico estatal. En 1981 fue asumido por el Servicio de Parques Nacionales como parte del Monumento Nacional Gran Quivira, recientemente ampliado y renombrado, ahora Monumento Nacional Misión Salinas Pueblo.